# Mehmet Can Aydın
Pour les articles homonymes, voir Aydın et Can.
Ne doit pas être confondu avec Mehmet Aydın.
Mehmet Can Aydın, né le 9 février 2002 à Würselen, est un footballeur international turc qui évolue au poste d'arrière droit à Schalke 04.

## Biographie

### En club
Né à Würselen en Allemagne,, Mehmet Can Aydın est passé par le centre de formation du Borussia Mönchengladbach avant de rejoindre en 2014 le FC Schalke 04, où il commence sa carrière professionnelle en championnat d'Allemagne,.
Il joue son premier match avec l'équipe première du club le 3 avril 2021, titularisé pour un match de Bundesliga contre le Bayer Leverkusen,.

### En sélection
Aydın est international junior avec l'Allemagne, des moins de 15 aux moins de 20 ans.
Binational, Mehmet Can Aydın est convoqué pour la première fois avec la sélection turque en mars 2023,.